# Феррарське герцогство
Ферра́рське ге́рцогство (лат. Ducatus Ferrariensis) — герцогство в Північній Італії, зі столицею у місті Феррара, що існувало у 1471—1598 роках. Васал Святого Престолу і Папської держави. Керувалося феррарськими герцогами з Естенського дому, які також правили Герцогством Модени та Реджо як васали Священної Римської імперії. Створене 1471 року на основі Феррарської сеньйорії цього дому, коли папа Павло II надав її володарю і своєму васалу, естенському маркізу Борсо, титул феррарського герцога. Управлялося спадкоємцями цього герцога: Ерколе I (1471—1505), Альфонсо I (1505—1534), Ерколе II (1534—1559) і Альфонсо II (1559—1597). Стало одним із найкрупніших центрів італійського Ренесансу. Панівною релігією було католицьке християнство; мовою діловодства — латина; мовою спілкування — емілійські говори італійської мови. Перестало існувати після смерті останнього герцога, який не мав спадкоємців. 1598 року землі герцогства відійшли Папській державі.

## Назва
- Феррарське герцогство (лат. Ducatus Ferrariensis, італ. Ducato di Ferrara) — офіційна назва.
- Ге́рцогство Ферра́ри (італ. Ducato di Ferrara) — правильно перекладена українська назва.
- Ге́рцогство Ферра́ра (італ. Ducato di Ferrara) — неправильно перекладена українська назва.

## Історія
Вперше «герцогство Феррари» (лат. ducatus Ferrariae) згадується близько 755 року в часи лангобардського короля Дезидерія, як частина Равеннського екзархату і, відповідно, як володіння Римської Церкви. 984 року, з дозволу Святого Престолу, це герцогство викупив для себе і своїх нащадків каносський маркіз Тедальдо. 1115 року, зі смертю каносської графині Матильди і появою Феррарської комуни, старе герцогство зникло
Вільна комуна Феррари існувала до 1208 року, коли італійський кондотьєр і естенський маркіз Аццо встановив Феррарську сеньйорію. Він належав до Естенського дому, який був на боці Гвельфів. Одночасно між 1288 і 1289 роками цей дім поширив свою владу на землі міст Модени і Реджо. Юридично Феррара та її володіння залишалися складовою Папської держави, у той час як Модена і Реджо входили до складу Священної Римської імперії. Відповідно, сеньйори Естенського дому (д'Есте) були васалами папи Римського як феодальні володарі Ферарри, і, одночасно, — васалами імператора як власники моденсько-реджоських земель.
14 квітня 1471 року естенський маркіз Борсо, який від 1452 року вже мав титул герцога моденського і реджоського, отримав від папи Павла II новий титул герцога феррарського, в обмін на визнання сюзеренітету Святого Престолу. Після нього новоутвореним Феррарським герцогством (лат. ducatus Ferrariensis) правили його спадкоємці, 4 сеньйори: Ерколе I (1471—1505), Альфонсо I (1505—1534), Ерколе II (1534—1559) і Альфонсо II (1559—1597). 
Територія Фераррського герцогства включала сучасну італійську Феррарську провінцію, за винятком Ченто, приєднаним до нього лише в 1502 естнеськими володарями, і регіону Полезіне, втраченим у Соляній війні 1482—1484 років. Кордоном із комуною Болоньї слугувала річка Навіле.
Останній феррарський герцог Альфонсо II не мав законнонароджних дітей. Тому після його смерті папа Климент VIII проголосив, що Феррарський феод Естенського дому повертається до домену Папської держави. На Феррару претендував сеньйор Чезаре, володар Монтеккьо з Естенського дому, якого підтримав імператор Священної Римської імперії. Але папа не визнав цих претензій.

### Хронологія
- 1115 - 1208: Феррара як вільна комуна[6].
- 1208: створена Феррарська сеньйорія[6].
- 1236 - 1240: Феррара входить до Священної Римської імперії і керується родиною Тореллі[6].
- 17 лютого 1264: у Феррарі почалося спадкове правління Естенського дому. Обіццо II д'Есте проголосили довічним правителем Феррари[6].
- 1288: Обіццо II став сеньйором сусідньої Модени[6].
- 1289: Обіццо II став сеньйором сусіднього Реджо[6].
- 10 жовтня 1309: Феррара анексована Венеційською республікою[6].
- 28 серпня 1309: Феррара перейшла під управління Папської держави[6].
- 22 серпня 1317: відновлено сеньйорію під управлінням Естенського дому[6].
- 1452: Есте створили герцогство Модени і Реджо[6].
- 14 квітня 1471: Есте створили Феррарське герцогство[6].
- 1597: герцог Альфонсо II д'Есте помер, не залишивши спадкоємців[6].
- 16 січня 1598: Феррарське герцогство анексовано Папською державою. Кузен Альфонсо II, Чезаре д'Есте продовжував правити герцогством Модени і Реджо; представники цієї династії утримували це герцогство аж до 1796 року[6].

## Державний лад

### Герцоги
Титул
- до 1471: Герцог Моденський і Реджоський, маркіз Естенський (італ. Duca di Modena e di Reggio, Marchese d'Este)[6].
- 1471 — 1534: Герцог Моденський і Реджоський, маркіз Естенський (італ. Duca di Modena e di Reggio, Marchese d'Este)[6].
- 1534 — 1597: Герцог Феррарський, Моденський, Реджоський і Шартреський, маркіз Естенський (італ. Duca di Ferrara, di Modena, di Reggio e di Chartres, Marchese d'Este)[6].

Роки правління
- 1471: Борсо (Борсій)[6].
- 1471—1505: Ерколе I (Геркулес І)[6].
- 1505—1534: Альфонсо I (Альфонс І)[6].
- 1534—1559: Ерколе II (Геркулес ІІ)[6].
- 1559—1597: Альфонсо II (Альфонс ІІ)[6].
  - 1559.10.03 — 11.26: регент Рената Шартрська[6].
- 1597.10.27 — 1598.01.16: Чезаре[6].

Герби

1471 Борсо
1471 — 1534 Ерколе I, Альфонсо I
1535 — 1598 Ерколе ІI, Альфонсо ІI

## Релігія
- Феррарський картузіанський монастир — монастир картузіанців, фундований першим герцогом Борсо; його усипальниця.
- Монастир Тіла Господнього — жіночий монастир кларисок, усипальниця герцогів-наступників Борсо.
- Церква Святого Франциска — храм 1494 року, що належав францисканському монастирю; стара усипальниця Естенського дому.

## Карти

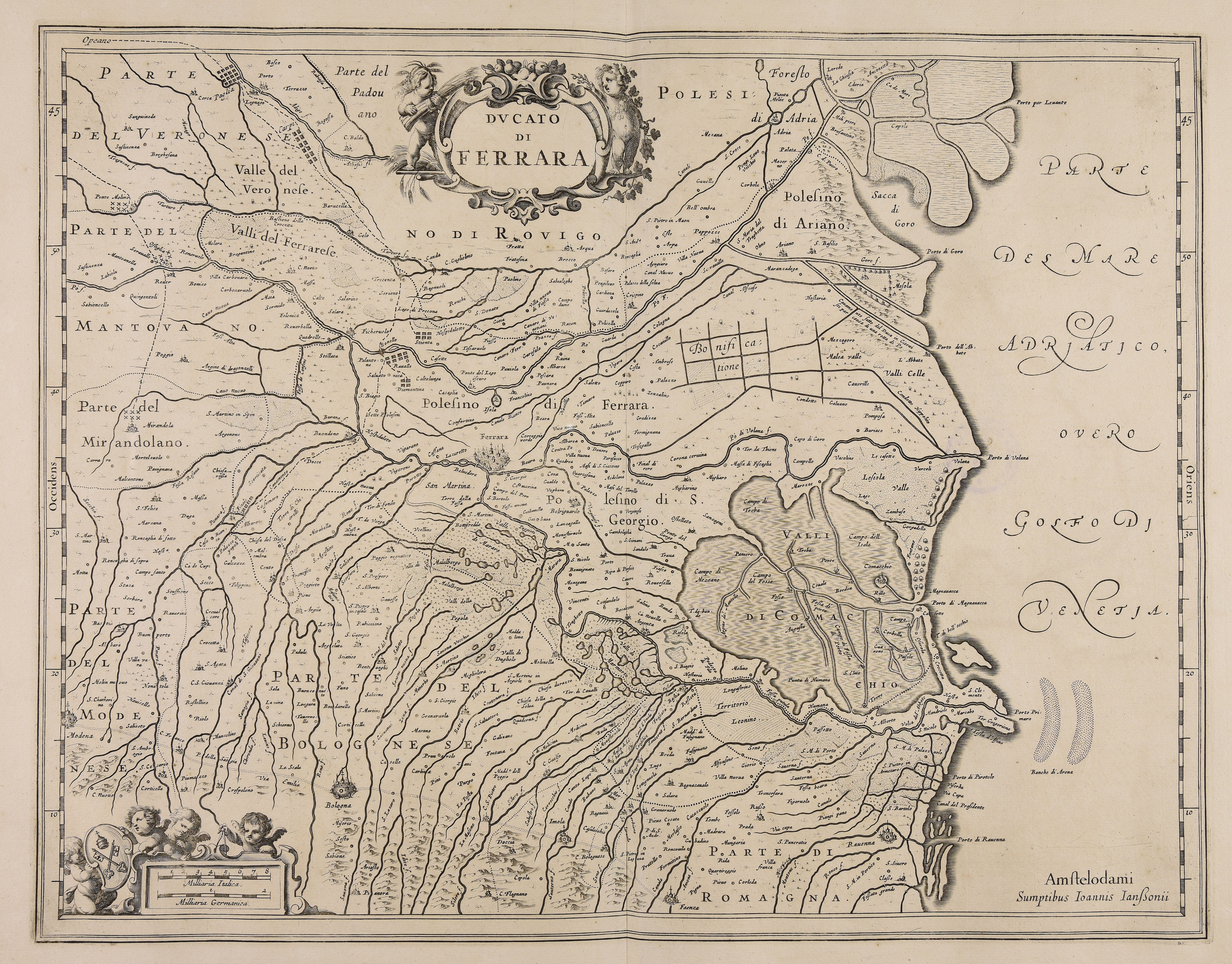
1636
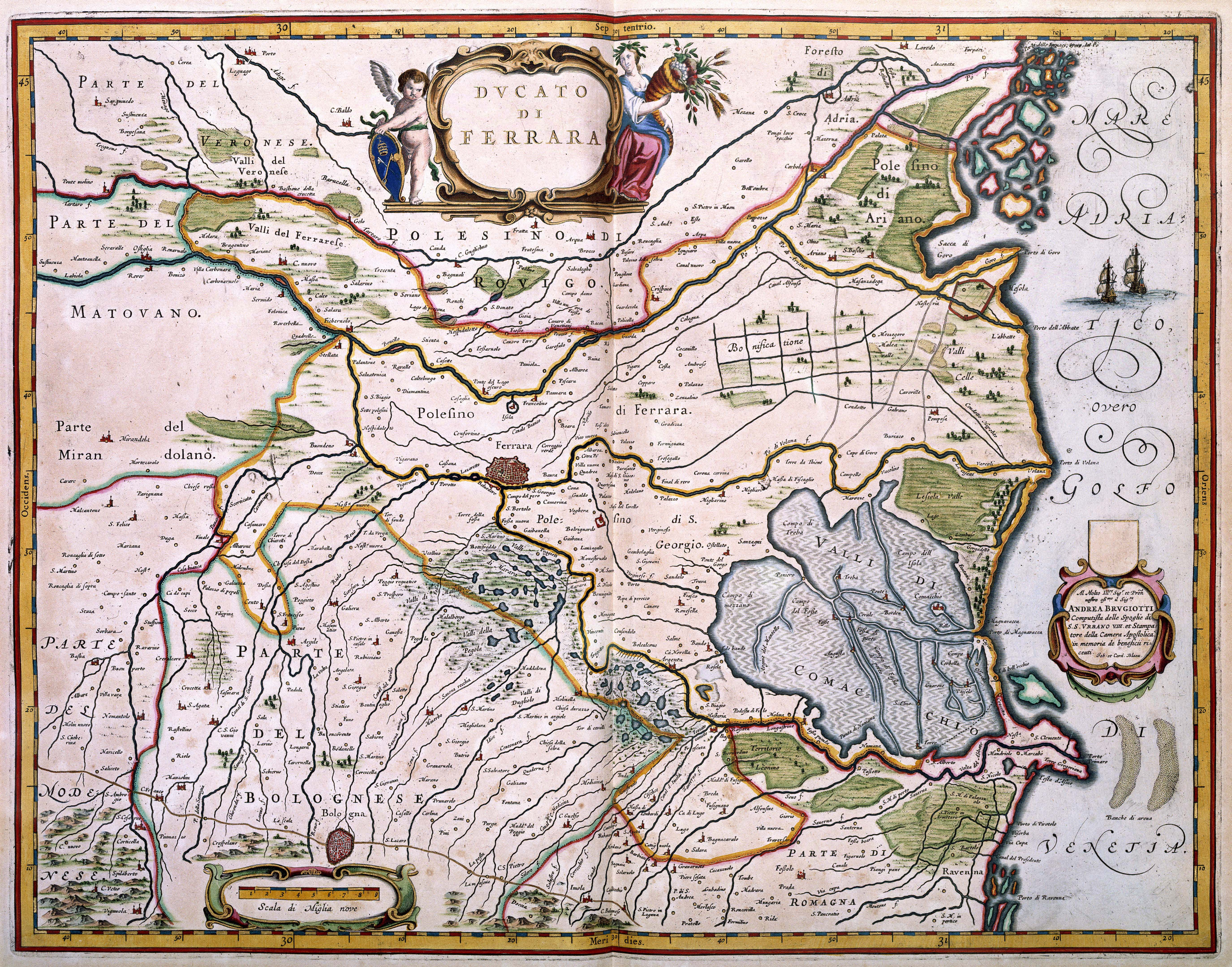
1640
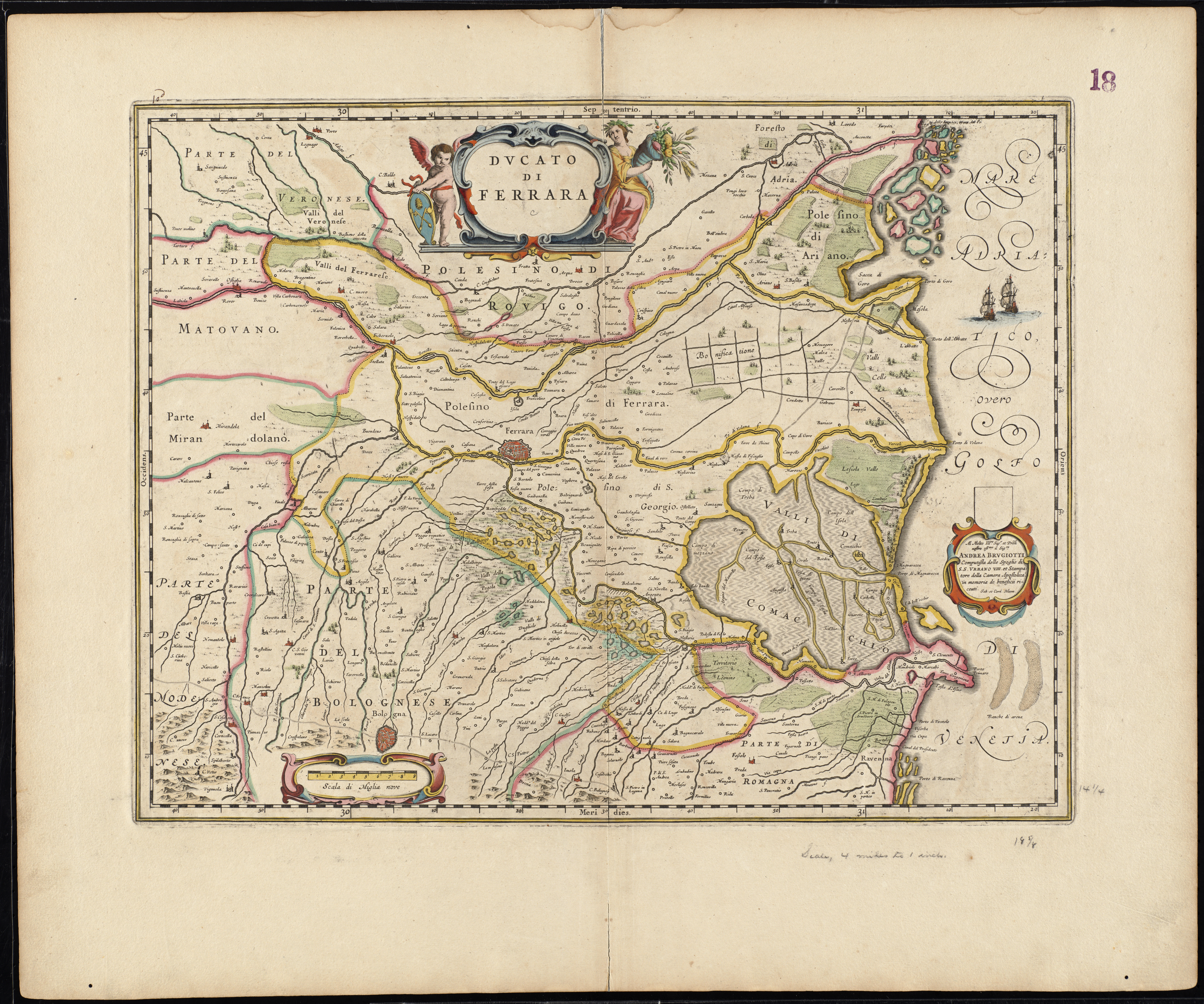
1647
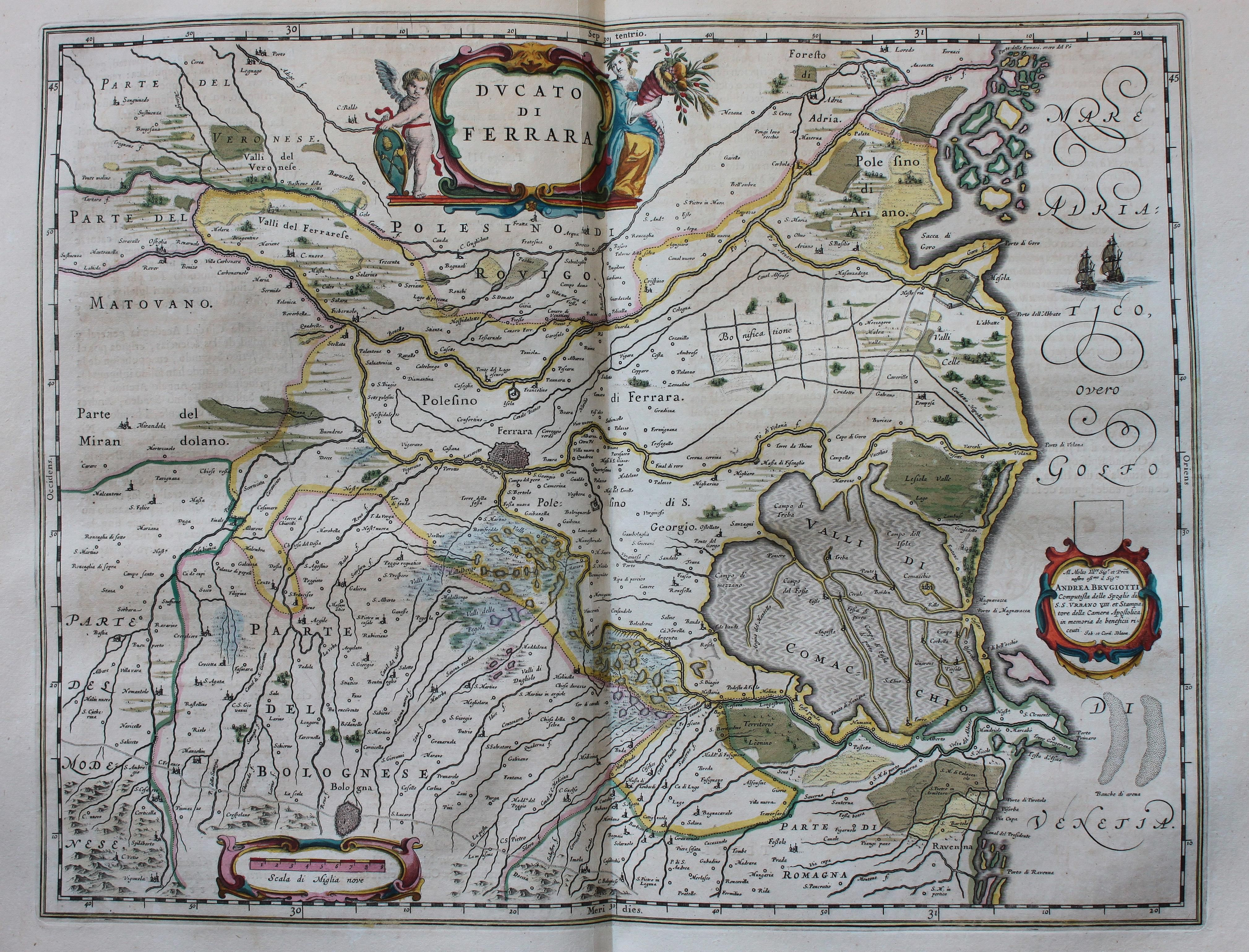
1659

## Валюта

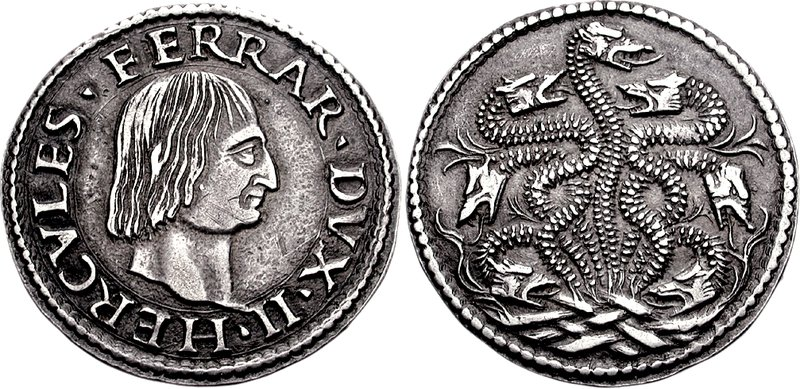
Срібний тестон Ерколе І (гідра)
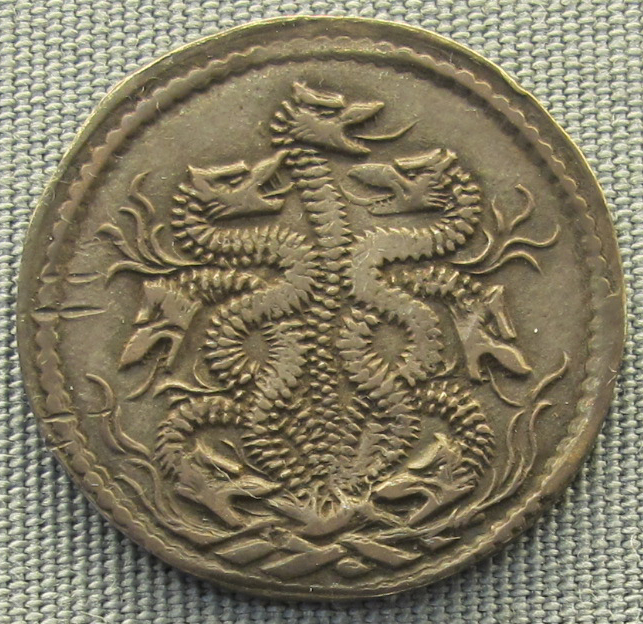
Срібний тестон Ерколе І (гідра)
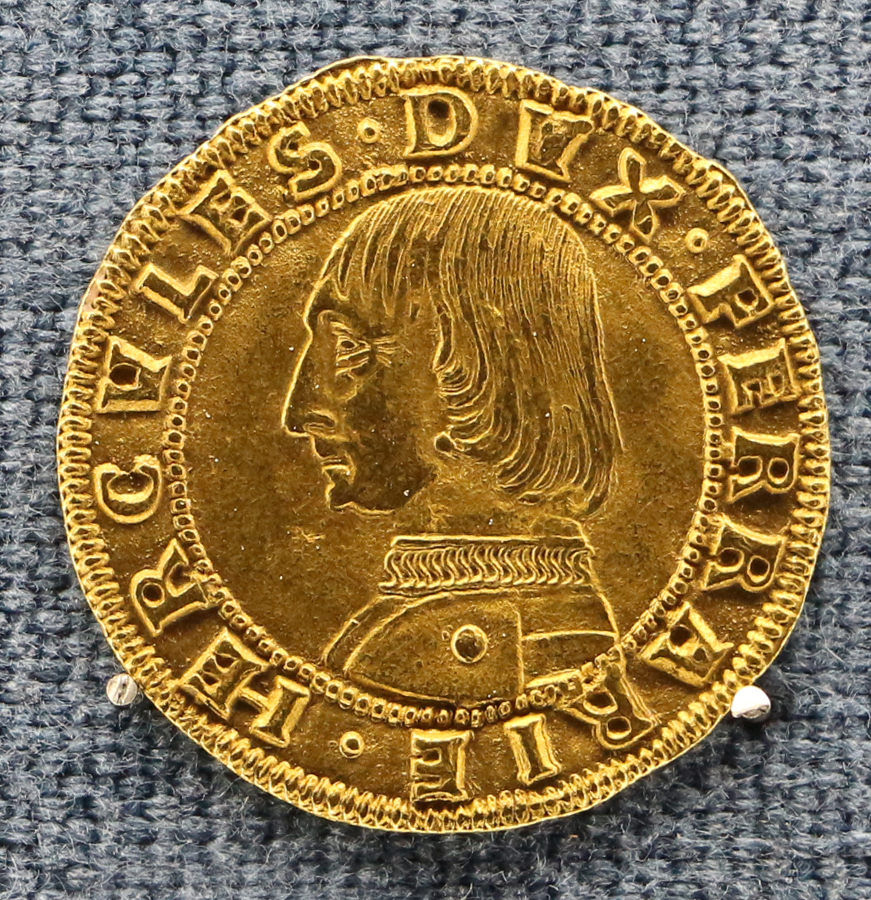
Золотий Ерколе І
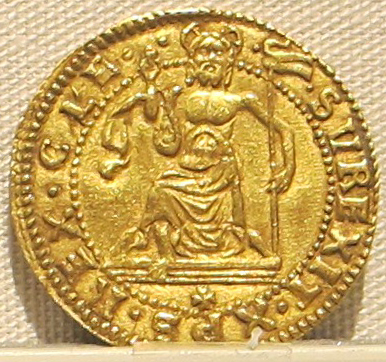
Золотий Ерколе І
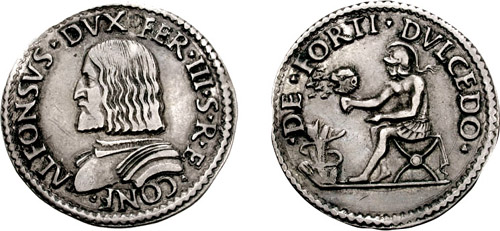
Срібний тестон Альфонсо І
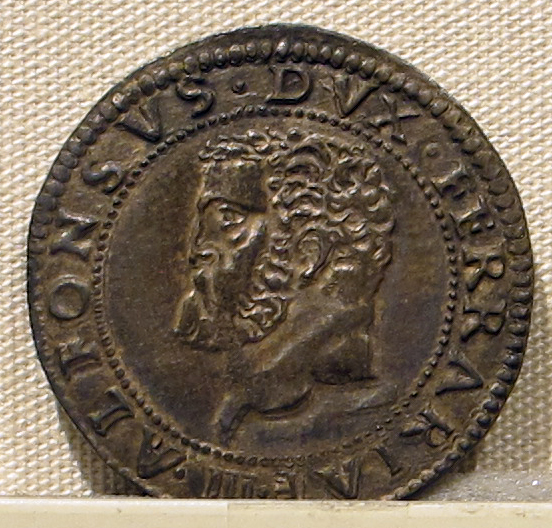
Срібний тестон Альфонсо І
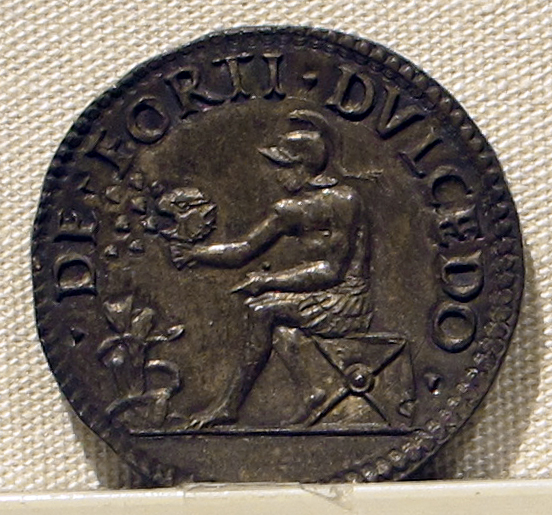
Срібний тестон Альфонсо І
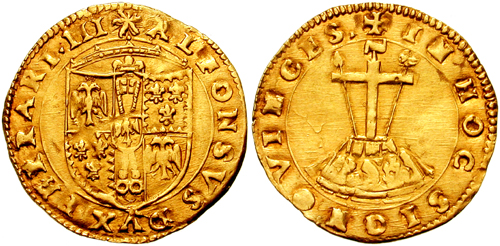
Золотий скудо Альфонсо І
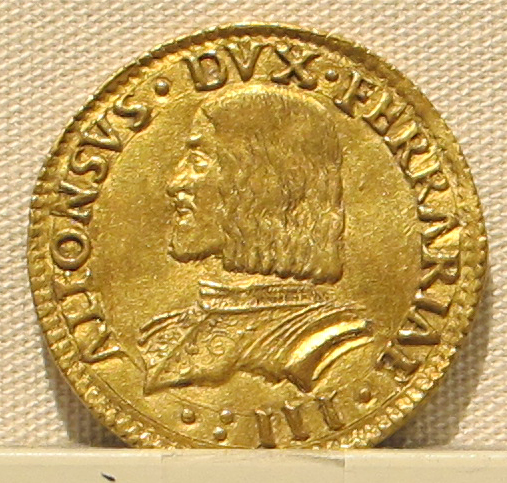
Золотий Альфонсо І
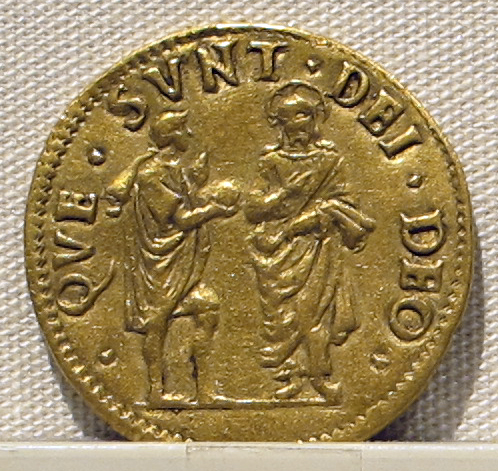
Золотий Альфонсо І
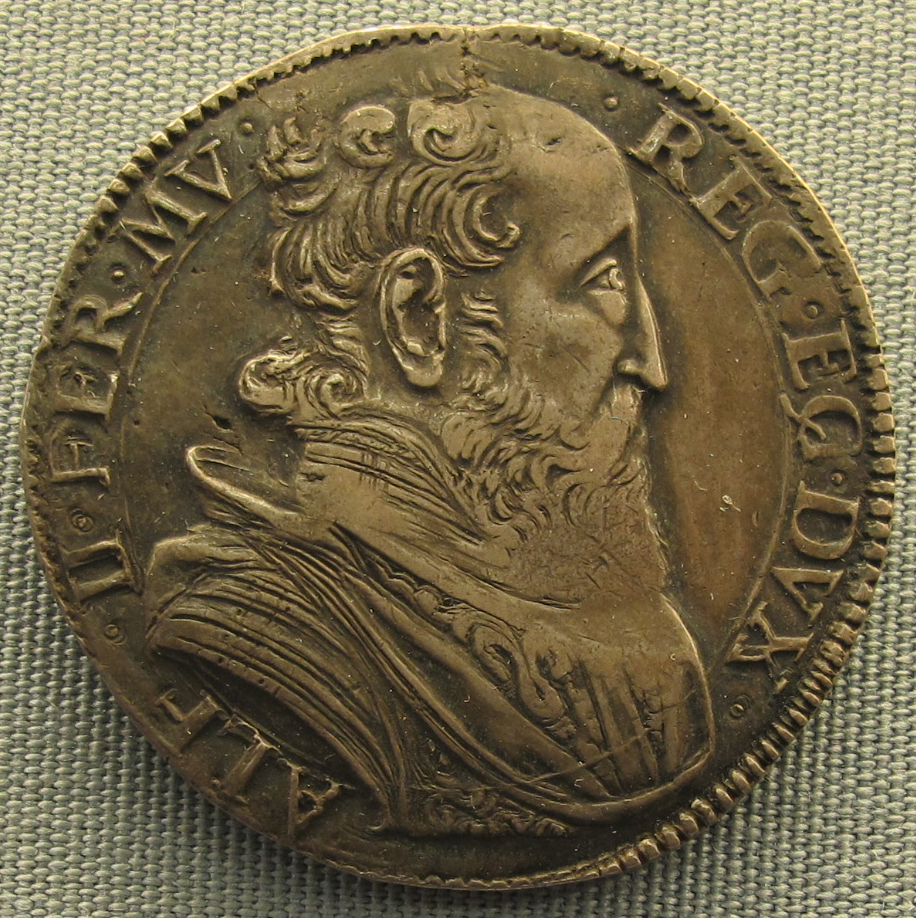
Скудо Альфонсо ІІ
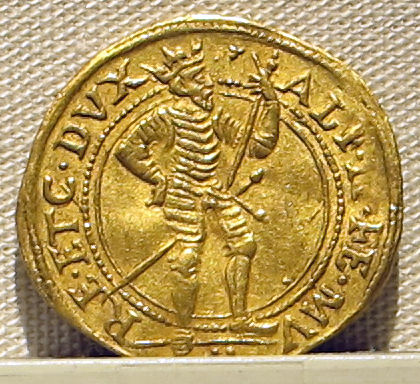
Золотий Альфонсо ІІ
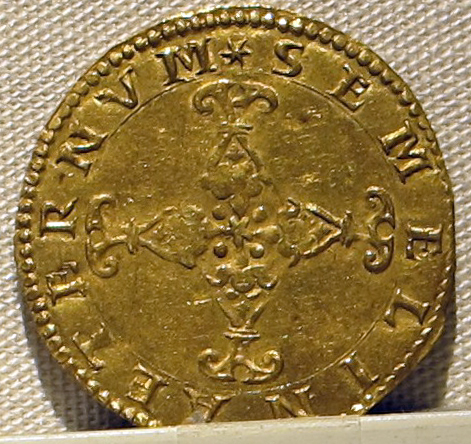
Золотий Альфонсо ІІ

## У культурі

### Відеоігри
- Феррарське герцогство присутнє в серії ігор Europa Universalis 2000 — 2013 років[7]